# Jesper Hansen (wielrenner)
Jesper Hansen (Kopenhagen, 23 oktober 1990) is een Deens voormalig wielrenner die in 2021 reed voor Riwal Cycling Team. Hij was onder meer actief bij Cofidis en Tinkoff-Saxo
Op 1 augustus 2016 werd bekend dat hij een contract voor twee jaar had getekend bij Astana Pro Team. In zijn eerste jaar bij de ploeg werd hij onder meer tweede in het eindklassement van de Ronde van Turkije.

## Overwinningen
2014
Jongerenklassement Ronde van Noorwegen
2015
3e etappe Ronde van Noorwegen
Eindklassement Ronde van Noorwegen
2016
5e etappe Ronde van Kroatië (ploegentijdrit)

## Resultaten in voornaamste wedstrijden
| Jaar | Ronde van Italië | Ronde van Frankrijk | Ronde van Spanje |
| ---- | ---------------- | ------------------- | ---------------- |
| 2014 |                  |                     |                  |
| 2015 |                  |                     | 52e              |
| 2016 |                  |                     |                  |
| 2017 | 32e              |                     | opgave           |
| 2018 |                  | 56e                 |                  |
| 2019 |                  |                     | opgave           |
| 2020 | 44e              |                     |                  |

| Jaar | Parijs-Roubaix | Amstel Gold Race | Ronde van Lombardije |  | WK op de weg |  | Wereldranglijsten |
| ---- | -------------- | ---------------- | -------------------- |  | ------------ |  | ----------------- |
| 2014 | opgave         | opgave           |                      |  |              |  |                   |
| 2015 |                | opgave           | opgave               |  |              |  |                   |
| 2016 |                | 112e             | opgave               |  |              |  |                   |
| 2017 |                |                  |                      |  |              |  | 107e (UWT)        |
| 2018 |                |                  |                      |  | opgave       |  | 138e (UWT)        |
| 2019 |                |                  | 75e                  |  |              |  | 676e (UWR)        |
| 2020 |                |                  | 35e                  |  | opgave       |  |                   |

## Ploegen
- 2009 –  Team Energi Fyn (vanaf 24-6)
- 2011 –  Team Energi Fyn
- 2012 –  Glud & Marstrand-LRØ
- 2013 –  Team Cult Energy
- 2013 –  Team Saxo-Tinkoff (stagiair vanaf 5-8)
- 2014 –  Tinkoff-Saxo
- 2015 –  Tinkoff-Saxo
- 2016 –  Tinkoff
- 2017 –  Astana Pro Team
- 2018 –  Astana Pro Team
- 2019 –  Cofidis, Solutions Crédits
- 2020 –  Cofidis
- 2021 –  Riwal Cycling Team